# 昌原県
昌原県（しょうげん-けん）は、中華人民共和国山西省にかつて存在した県。現在の臨汾市蒲県西部に相当する。
唐初に設置され、627年（貞観元年）に廃止された。